# Sweet Caroline (Prison Break)
Sweet Caroline este al  19-lea episod din sezonul al 2-lea al serialului de televiziune Prison Break.